# Karl Willeke (Autor)
Karl Willeke (* 12. Januar 1875 in Schmallenberg; † 20. September 1956 in Arnsberg) war ein deutscher Lehrer und Autor.

## Leben
Karl Willeke wurde in Schmallenberg geboren. Nach der Schule und der Ausbildung am Lehrerseminar in Warendorf wechselte er 1908 an die neu errichtete Hallenschule in Hagen. Dort wirkte er als Realschullehrer und später als Rektor. Außerdem war er in der Hagener Kommunalpolitik, als Stadtverordneter der Zentrumspartei, tätig. Im Jahre 1934 weigerte sich Willeke, ein Bild Hitlers in seiner Schule aufzuhängen. Daraufhin wurde er von den Nationalsozialisten seines Amtes enthoben.
1943 verließ Willeke nach einem Bombenangriff Hagen, um erneut in seiner Heimatstadt ansässig zu werden. Auch in Schmallenberg war er später kommunalpolitisch im Stadtrat als Verordneter der CDU tätig.  Nach 40-jähriger Schultätigkeit zog Willeke zu seiner Tochter nach Arnsberg. Dort starb er am 20. September 1956.
Willeke verfasste unter anderem Sonette und schrieb deutschkundliche Schulbücher. Ferner übersetzte er Dantes „Göttliche Komödie“ in das Sauerländer Platt.

## Werke (Auswahl)
- Deutschkunde, Leipzig, Dürr, 1925
- Geschichtsstoffe für die Grundschule, Unterrichtsentwürfe auf anschaulich-heimatlicher Grundlage, Arnsberg, Stahl, 1925
- Karl Willeke; Willi Hopff: Deutsche Wortkunde in der Arbeitsschule, Frankfurt, 1925
- Karl Willeke; Willi Hopff: Sprachkunde für Volksschulen – Ein Arbeitsbuch für Schüler, Frankfurt, M. Diesterweg, 1928
- Karl Willeke; Willi Hopff: Praktisches Handbuch für den Rechtschreibunterricht, Frankfurt, M. Diesterweg, 1929
- Dante Alighieri – Die göttliche Komödie (in Sauerländer Platt), Zimmermann, Balve 1955